# ジョージアナ・キャヴェンディッシュ (デヴォンシャー公爵夫人)

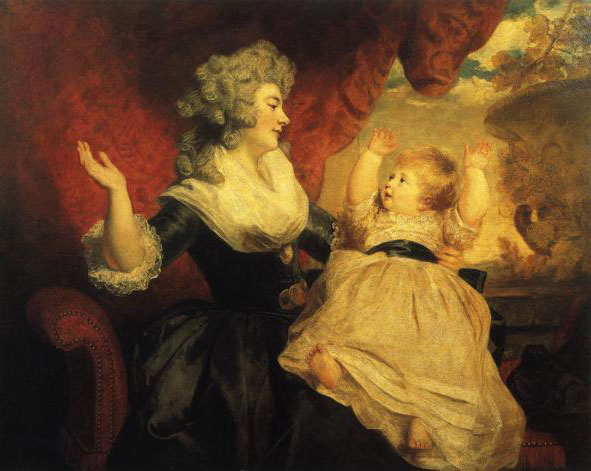
デヴォンシャー公爵夫人と長女ジョージアナ、ジョシュア・レノルズ画、1786年。

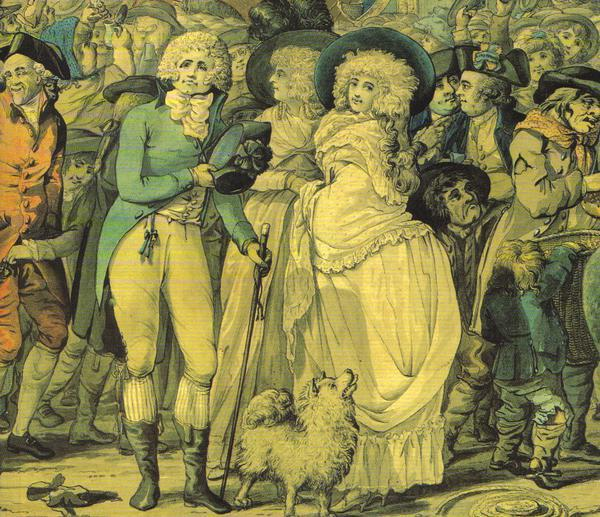
1784年の総選挙で、ウェストミンスターの選挙会場に妹のベスボロー伯爵夫人を連れて現れたデヴォンシャー公爵夫人、ロバート・ダイトンの風刺画。

ジョージアナ・キャヴェンディッシュ（Georgiana Cavendish(née Spencer), Duchess of Devonshire, 1757年6月7日 - 1806年3月30日）は、イギリスの貴族女性。初代スペンサー伯爵ジョン・スペンサーの長女で、第5代デヴォンシャー公爵ウィリアム・キャヴェンディッシュの最初の妻。18世紀後半のロンドン社交界の花形で、夫と親友エリザベス・フォスターとの複雑な三角関係、また熱心な政治活動への参加でも知られる。姪に小説家キャロライン・ラムがいる。

## 生涯
1774年6月6日、17歳の誕生日を迎える前日にデヴォンシャー公爵家の当主ウィリアムと結婚した。公爵夫妻の結婚式の様子はシェリダンの風刺劇『悪口学校』の中に描かれている。ジョージアナは何度もの流産を経験しつつ、4人の子供を出産した。うち3人は夫の子供だが、4番目に産んだ娘は第2代グレイ伯爵チャールズ・グレイとの間にもうけた私生児である。またジョージアナは、夫が女召使に産ませたシャーロット（Charlotte）という女児を、自分の子供たちと一緒に養育した。
- ジョージアナ・ドロシー・キャヴェンディッシュ（1783年 - 1858年） - 長女。愛称はリトルG（Little G）。第6代カーライル伯爵ジョージ・ハワード夫人。
- ハリエット・エリザベス・キャヴェンディッシュ（1785年 - 1862年） - 次女。愛称はハッリョ（Harryo）。初代グランヴィル伯爵グランヴィル・ルーソン＝ゴア夫人。
- ウィリアム・ジョージ・スペンサー・キャヴェンディッシュ（英語版）（1790年 - 1858年） - 長男。愛称はハート（Hart）。ハーティントン侯爵、のち第6代デヴォンシャー公爵。独身を通す。
- イライザ・コートネイ（1792年 - 1859年） - チャールズ・グレイとの間に生まれた私生児で、グレイの実家に引き取られた。陸軍中佐ロバート・エリス（1784年 - 1856年）の妻となる。故英国女王エリザベス2世の次男ヨーク公爵アンドルー王子の元妻セーラ・ファーガソンはイライザの次女の子孫である。

1782年、ジョージアナは夫に自分の親友エリザベス・フォスターを紹介し、以後24年間にわたる夫とエリザベスの情事に耐えた。デヴォンシャー公爵とエリザベスの間には1男1女の庶子が生まれ、ジョージアナの死後に2人は結婚した。
ジョージアナは美人の誉れ高い社交界の花形であり、周りには大勢の文壇や政界の名士が集まって、大規模なサロンを形成していた。また彼女は女性参政権が認められる1世紀以上も前に、政治活動に身を投じていた。実家スペンサー家と婚家キャヴェンディッシュ家はどちらもホイッグ党員であり、国王ジョージ3世と大臣たちがパトロネジを利用して庶民院への影響力を強めると、ジョージアナもまたホイッグへの支持活動を展開した。彼女が熱心に支援したのは、ウェストミンスター選挙区からホイッグ党候補として出馬した遠縁・友人の青年政治家チャールズ・ジェイムズ・フォックスだった。1784年の下院総選挙の時、ジョージアナは「フォックスに投票した者には、もれなくキスを振る舞った」と噂され、トマス・ローランドソンの版画「デヴォンシャー、あるいは最も定評ある票集めの方法（"THE DEVONSHIRE, or Most Approved Method of Securing Votes"）」を始め多くの風刺画などで中傷にさらされた。
ジョージアナは結婚生活や自らの破滅的な不倫関係、美貌とファッション・センス、政治活動などで有名だったのみならず、大のギャンブル好きとしても名が通っていた。彼女が死んだとき、彼女の実家も婚家も莫大な資産家であるにもかかわらず、彼女自身は借金まみれだったことが記録されている。彼女は1806年に48歳で亡くなった。死因はおそらく肝臓癌だった。ジョージアナはダービーのオール・セインツ教会に埋葬された。
公衆の注目を集めた時代、ジョージアナはトマス・ゲインズバラやジョシュア・レイノルズに肖像画を描かせていた。フランス風の大きな帽子をかぶったジョージアナを描いたゲインズバラが描いた有名な絵（1787年制作）は、1876年にロンドン・ナショナル・ギャラリーから美術品泥棒アダム・ワースによって盗まれ、長らく紛失状態にあった。この絵は1901年にピンカートン探偵社によって発見され、アメリカ人銀行家ジョン・モルガンの所有となった。この作品は1994年にサザビーズのオークションに出品され、第11代デヴォンシャー公爵アンドリュー・キャヴェンディッシュに落札されて、200年以上を経てデヴォンシャー公爵家の本邸チャッツワース・ハウスに帰還した。

## 映画
- ある公爵夫人の生涯 - ソウル・ディブ監督の映画（2008年公開）。キーラ・ナイトレイがジョージアナを演じた。